# NoSQL
NoSQL är en databas där data lagras på ett annat sätt än i den tabellform som används i relationsdatabaser, och är avsedd för dokument, exempelvis på JSON-format. Sådana databaser har funnits sedan slutet av 1960-talet men uttrycket "NoSQL" uppkom först i början av 2000-talet då en ny våg av popularitet för denna typ av databaser utlöses av behovet från webbaserade företag såsom Facebook, Google och Amazon.com.